# Mentocrex
Mentocrex is een geslacht van vogels uit de familie Sarothruridae. Deze familie werd heel lang beschouwd als een onderfamilie van de rallen (Rallidae). DNA-onderzoek naar de taxonomie van de vogels na de eeuwwisseling wees uit dat deze groep weliswaar tot de orde van de Gruiformes behoorde, maar minder verwant was aan de familie Rallidae. Volgens moleculair genetisch onderzoek gepubliceerd in 2019 zijn de twee op Madagaskar voorkomende soorten het meest verwant met de soorten uit het geslacht Sarothrura. In het Afrikaans worden de vogels vleikuikens genoemd.

## Soorten
- Mentocrex beankaensis  – Tsingygrijskeelral
- Mentocrex kioloides  – Madagaskargrijskeelral